# 葉山宏治
葉山 宏治（はやま こうじ、1965年8月4日 - ）は、コンピューターゲームの音楽を手がける日本の作曲家・シンガーソングライター。個人事務所・葉山音楽制作の代表、フリーの音楽家として活動をしている。
1993年のゲーム『超兄貴』のサントラCDアルバムのシングルカット「仁義なき兄貴」がオリコン・POPS部門16位の大ヒット、デビューライブとなる、インクスティック鈴江ファクトリーのライブにて、同会場の観客動員を塗り替える800人の観衆から、大きな「兄貴コール」で迎えられ、それから“兄貴”という愛称で呼ばれるゲームミュージック生え抜きのミュージシャン。
どこの企業にも所属せず超フリーの特権を生かし、さまざまなゲームやCDに参加、自身のCDも15枚をリリース。ゲーム音楽では約45タイトルに参加、実践派のゲームミュージシャンである。

## 略歴
- 1986年頃からアルバイトで『ガイアの紋章』等（メサイヤ）の楽曲を担当。
- 1988年 - 株式会社ブレイングレイに入社、『ラストハルマゲドン』を担当。その後、斉藤智晴らと株式会社ウインズ（『超兄貴』『美食戦隊薔薇野郎』などを制作）の設立に関わった後フリーとなる。
- 1992年 - 『超兄貴』の楽曲を担当。1993年には『超兄貴』のサントラCDのシングルカット『仁義なき兄貴』がオリコン16位となる。
- 1993年-1995年 - ゲームミュージックフェスティバルに出演。2年連続トリをつとめる。
- 1996年 - アルバム「筋属バット一号」がヒット。「まじめに生きろ!」のスローガンのもと、ライブビデオやラジオ、コラム執筆と活躍。
- 2001年1月 - テレビ番組『ゲームの肝』（TVKテレビ / KBS京都放送）の主題歌に『明日は晴れる』が起用。
- 2005年8月 - プロジェクトEGG MUSICによる楽曲配信をスタート。
- 2006年より、プロジェクトEGG MUSICのサイトにてインターネットラジオ「兄貴の魂とハリーの知恵袋」を配信中。
- 2009年、大乱闘スマッシュブラザーズX（任天堂）に楽曲提供。※一部の曲の編曲
- 2010年 - ベスト版「兄貴と私〜その20年 ゴールデンベスト vol,1」を自主流通のkozzy recordで通販を開始。

## 音楽活動

### ゲーム音楽

#### PCエンジン
- 超兄貴（メサイヤ）
- 姐(あねさん)（NECアベニュー）
- 改造町人シュビビンマン2 -新たなる敵-（メサイヤ）
- 改造町人シュビビンマン3 -異界のプリンセス-（メサイヤ）
- らんま1/2 (PCエンジン)（メサイヤ）
- 太平記（メサイヤ）
- モトローダーMC（メサイヤ）
- 超時空要塞マクロス 永遠のラヴソング（メサイヤ）
- 飛装機兵カイザード(メサイヤ)

#### メガドライブ
- ブルーアルマナック（講談社総研）

#### セガサターン
- 超兄貴〜究極…男の逆襲〜（メサイヤ）
- グランチェイサー（セガ）
- 大戦略ストロングスタイル（OZクラブ）
- 闘神伝URA（TAKARA）※オープニングのみ
- ディ・サード（TAKARA）

#### ワンダースワン
- 超兄貴 男の魂札（バンダイ）

#### PC-8800シリーズ
- エルスリード（日本コンピュータシステム）
- ガイアの紋章（日本コンピュータシステム）
- ガイフレーム（日本コンピュータシステム）
- ライトニングバッカス（日本コンピュータシステム）
- ラストハルマゲドン（ブレイングレイ）

#### PlayStation
- 超兄貴〜究極無敵銀河最強男〜（メサイヤ）
- FRONT MISSION3（SQUARE）
- スーパーロボット大戦α（バンプレスト）
- スーパーロボット大戦α外伝（バンプレスト）

#### PlayStation 2
- 超兄貴〜聖なるプロテイン伝説〜（グローバルA・エンタテイメント）
- GetBackers奪還屋〜奪われた無限城〜（コナミ）
- サルゲッチュ2（ソニー・コンピュータエンタテインメント）
- 吉野家（SUCCESS）
- 第3次スーパーロボット大戦α 終焉の銀河へ（バンプレスト）
- 人類捜査☆桿ポニ エイリアンVSエイリアン（グローバルA・エンタテイメント）※未発売
- 炎の宅配便（SUCCESS）
- スーパーロボット大戦Z（バンプレスト）

#### Wii
- 大乱闘スマッシュブラザーズX（任天堂）※一部の曲の編曲

#### Wii U
- 大乱闘スマッシュブラザーズfor Wii U（任天堂）※一部の曲の編曲

#### Nintendo Switch
- マッチョでポン！ZZ

#### ニンテンドーDS
- ロックマンゼクス アドベント（カプコン）
- ド根性小学生ボン・ビー太 裸の頂上ケツ戦!! ビー太vsドクロでい!

#### ニンテンドー3DS
- ハイキュー!! 繋げ!頂の景色!!（バンダイナムコゲームス）

#### PlayStation Portable
- 零・超兄貴
- 羊くんならキスしてあげる
- 勇者30
- 第2次スーパーロボット大戦Z 再世篇

#### PlayStation 3
- 第2次スーパーロボット大戦OG

#### Xbox 360
- ピンクスゥイーツ ～鋳薔薇それから～（ケイブ）※Xbox 360用追加曲を担当

#### Windows
- グラップルガイア（ガイナックス）
- フィギュアヘッド（STRONGER）
- PYGMALION〜ピグマリオン（STRONGER）

#### その他
- ドラゴンソウル（スタジオ・ロン）

### CD
- 「超兄貴 〜兄貴のすべて〜」（コロムビア）
- 「仁義なき兄貴」（NECアベニュー）
- 「超葉山 〜兄貴番外地〜」（コロムビア）
- 「ばら色の人生」（NECアベニュー）
- 「姐(あねさん)」（コロムビア）
- 「GRAN CHASER」（NECアベニュー）
- 「Game Music Is Dead」（コロムビア）
- 「筋属バット一号」（東芝EMI）
- 「帝国」（キングレコード）
- 「'99 超兄貴伝説〜BEST&SUPER REMIX〜」（キングレコード）
- 「兄貴前夜〜メサイヤコレクション〜」
- 「超兄貴・男の魂」（ポニーキャニオン）
- 「明日は晴れる」（サイトロンディスク）
- 「元気を出せよ」（ステラミュージック）
- 「兄貴新世界」（CANDYPOP）
- 「兄貴と私〜その20年 GOLDEN BEST Vol.1」（kozzy record）

### 曲が収録されたCD
- ラストハルマゲドン - 2/3の作曲を担当
- 改造町人シュビビンマン1&2 - 2の作曲を担当
- ブルーアルマナック - 1曲を編曲
- ツインビーパラダイス vol.1
- ツインビーパラダイス 熱唱ボーカルバトル編
- ツインビーパラダイス3 vol.1 - 「二人は冒険者」を収録
- ツインビーパラダイス3 熱唱ボーカル祭りだワッショイ編 - 「二人は冒険者」を収録
- 怪盗セイントテール 〜オールスターソングコレクション〜 - 作曲担当の「8時10分〜世界が待ってる〜」を収録（歌唱は森川智之）
- ディ・サード アレンジサウンドトラックス
- フロントミッション サード オリジナルサウンドトラック  半分の作曲を担当（あと半分は松尾早人）
- テンプランツ2 チルドレンソングス - 「boy-hood」を担当
- スーパーロボット大戦α オリジナルスコア1 〜天空の章〜 - 水木一郎と歌う「荒ぶる魂+α」を収録
- スーパーロボット大戦α オリジナルスコア3 〜戦士の章〜 - 「荒ぶる魂!!」と「宇宙のハーモニー永遠に」のPlayStation音源版を収録
- スーパーロボット大戦α コンプリート サウンドトラック - 「荒ぶる魂!!」と「宇宙のハーモニー永遠に」のドリームキャスト音源版を収録
- スーパーロボット魂 ザ・ベストVol.4 スパロボ大戦編 - 水木一郎と歌う「荒ぶる魂+α」を収録
- 第3次スーパーロボット大戦α 終焉の銀河へ オリジナルサウンドトラック - 「我こそはバラン・ドバン」「THE SOUL OF ALPHA」「的殺への門」を収録
- ストリートファイタートリビュートアルバム - 「E.HONDA STAGE」を担当
- 『吉野家』 - 全曲担当
- MY BEST FRIEND 2 -「二人は冒険者」を収録
- コナミレーベル ボーカルヒストリーコレクション - 「ラッキー・ラッパー・パーティー」を収録
- 妹でいこう! -麻由夏と冬乃の夏休み- - 作曲担当の「夏のキュン☆キュン☆」を収録（歌唱は大野まりな・静木亜美）
- セガサターンヒストリー〜サターンが青春だった〜上巻 - 「KNIGHT GEAR」を収録
- ロックマンゼクスサウンドトラック ZX TUNES - 「High-press Energy - Super Aniki Edition」を担当
- テックウィンDVD 2005年07月号付録 音楽CD - 「君に届けたい永遠の花」を収録
- テックウィンDVD 2005年10月号付録 音楽CD - H2プロジェクトの「デジャブの予感」を収録
- テックウィンDVD 2006年01月号付録 音楽CD
- スーパーロボット大戦Z オリジナルサウンドトラック - 「LAND CRASHER」「負けないぜ!ガンレオン」「PAIN」を収録
- ケツイ〜絆地獄たち〜アレンジアルバム
- 「負けないぜ!ガンレオン〜葉山宏治スーパーロボット大戦オリジナル音源集〜」（D4エンタープライズ）
- 第2次スーパーロボット大戦OG オリジナルサウンドトラック - 「頑鉄番長Gバンカランの歌」を収録

### インターネット配信アルバム
- 「OLD&GOLD」
- 「未来は光る」
- 「H2プロジェクト」
- 「ANIKI LIVE MUSIC」
- 「筋属バット一号・オリジナルバージョン」
- 「炎の宅配便 オリジナルサウンドトラックス」

（以上すべてプロジェクトEGG MUSICにて配信）

### ライブ映像
- 葉山宏治&ブラザーズ LIVE6連発スペシャル（NECアベニュー）
6会場で行われたライブから厳選して収録したビデオ。
- KOJI HAYAMA & 真BROTHERS LIVE "KINZOKU"（東芝EMI）
アルバム「筋属バット一号」の発売に合わせて行われた、コンサートのライブビデオ。
- Mariko Kouda Special Summer Live '99 〜青空で愛してる 2nd Touch〜（キングレコード）
1999年9月18日に行われた日比谷野外音楽堂での國府田マリ子スペシャルサマーライブにゲストとして参加、ビデオ・レーザーディスク・DVDにて発売されている。

### テレビ番組
- TBS「筋肉番付SASUKE」のオープニング曲を担当。
- NHK「笑いが一番」の主題歌とエンディング曲を担当。

## その他の活動

### ラジオパーソナリティ
- 電撃パラダイス（TOKYO FM）
- 葉山・おみまゆ〜ゲーマニパラダイス（キャラ・アニラジオステーション）
- 葉山宏治の兄貴の帝国（キャラ・アニラジオステーション）
- 兄貴の魂とハリーの知恵袋（プロジェクトEGG MUSIC）

### ライブ
- “兄貴”葉山宏治デビューライブ（インクスティック鈴江ファクトリー）
- ゲームミュージックフェスティバル93（日本青年館）
- 葉山宏治&ブラザーズ 東京ライブ 史上最大の兄貴（渋谷ON AIR EAST）
- 葉山宏治&ブラザーズ 大阪ライブ 史上最大の兄貴（難波ウオーホール）
- ゲームミュージックフェスティバル94（日本青年館）
- 葉山宏治&ブラザーズ 学園祭ライブ（space lab yellow）
- ゲームミュージックフェスティバル95（メルパルクホール）
- 葉山宏治 単独ライブ (新宿ロフト）
- 葉山宏治&ブラザーズ live kinzoku (渋谷ON AIR EAST）
- 超兄貴・男の魂（渋谷エッグマン）
- 葉山宏治&ブラザーズライブ〜20世紀のオトシマエ（東京パラダイスホール）
- 葉山宏治&ブラザーズライブ〜元気をだせよ!!（東京パラダイスホール）
- トークライブ「まじめに生きろ」（下北沢ボイスファクトリー）
- 兄貴 10年目の挑戦（東京パラダイスホール）
- 兄貴新世界（ボイスファクトリー）
- BLIND SPOTライブツアー (渋谷Club Asia)
単独で前座に登場し弾き語りで曲を披露した
- 東京音協 創立50周年記念イベント『ゲームミュージック トリビュートライブ』(渋谷公会堂)

### コラム連載
- テックサターン
- ザ、ボッツ
- メンズの帝国（サタマガ）
- 葉山宏治のゲーム業界特設リング（ドリームキャストマガジン）
- 葉山宏治のディープ工場（ドリマガ）

## その他
- CD「ばら色の人生」収録の「ビーチクロゲンロール」では劇団☆新感線の古田新太が作詞を担当し、犬山犬子と共に歌唱も担当している。
- コラムニスト斎藤文彦のインタビューコラム集「ちゃんと元気なトーキョー・ピープル」（文芸社・ISBN 488737223X）ではトーキョー・ピープル30人のうちのひとりとして葉山の事がとりあげられている。
- 2015年頃、テレビアニメ『艦隊これくしょん -艦これ-』のエンディングテーマ「吹雪」と、葉山の楽曲「兄貴と私」をマッシュアップさせた動画「艦これEDが全く気付かないうちに超兄貴になる」がニコニコ動画にアップされ、話題となった。本来は著作権侵害だが、「自分の曲が無断使用されていると、ムッとしまして、生真面目なものですから、自分の中で消化するのに1年以上かかりました」としながらも、最終的に自身の楽曲のニコニコ動画・YouTubeでの使用を許諾した[1]。